# Міотонія
Міотонія (від грец. Μυος - м'яз і лат. Tonus - напруга) або хвороба Томсена  - рідкісне спадкове нервово-м'язове захворювання, що характеризується тривалими тонічними спазмами м'язів, що виникають слідом за початковими довільними рухами.

## Симптоми
Належить до числа хвороб, симптоми яких не досліджені до кінця. Типовий симптом - неможливість розслабити протягом декількох десятків секунд довільно скорочені м'язи. Але в ряді спостережень у випадках безсумнівною міотонією ніяких змін в м'язах при мікроскопічному дослідженні не було знайдено.
Прояви вперше виявляються в пізньому дитинстві. Шляхом повторних довільних скорочень хворий поступово долає спазм, під час якого м'язи при пальпації різко ущільнені. Міотонічні явища значно посилюються на холоді та можуть істотно обмежити виконання цілого ряду професійних і побутових рухів. Спазми в м'язах ніг перешкоджають нормальній ходьбі. Зазвичай спостерігається гіпертрофія м'язів, що надає хворим атлетичний вигляд.
Процес обміну речовин у хворих міотонією якимось чином порушений, були відзначені значні відхилення від норми в складі сечі хворих, але постійних, специфічних для міотонії змін не виявлено, оскільки ці відхилення не однакові в різних випадках.

## Лікування
Зараз для лікування застосовується блокатор натрієвих каналів мексилетин, який значимо зменшує м'язовий гіпертонус при даному захворюванні. Ефективність мексилетину була підтверджена в рандомізованому контрольованому дослідженні, одному з небагатьох в області «Орфа» захворювань.
Деяке полегшення приносить дифенін, діакарб, хінін. Існують клінічні спостереження щодо поліпшення і навіть майже повного лікування хвороби. Прогноз для життя сприятливий. З віком міотонічні явища слабшають.

## Міотонічна коза
Різновид домашньої кози, що має особливість тимчасово «непритомніти» при переляку. Характерна для сільськогосподарської галузі США, також може називатися теннесійською козою і деякими іншими назвами. При «непритомності» м'язи тварини паралізуються протягом 3 секунд. Це пов'язано з рідкісним спадковим генетичним захворюванням, званим міотонія (його різновидом myotonia congenita).

### Характеристики
Тимчасовий параліч м'язів в стресовій ситуації не завдає козі біль, але призводить до її тимчасового знерухомлення і, як правило, падіння. У міру дорослішання, тварини з часом вчаться розставляти ноги або спиратися на що-небудь перед непритомністю. Під час непритомності деякі можуть продовжувати рухатися зі значною важкістю. Ці кози мають порушення рухової функції, зване myotonia congenita. Це рідкісне генетичне захворювання, що зустрічається у багатьох видів, включаючи людину. Непритомні кози насправді не «падають в непритомність» по-справжньому, оскільки залишаються в цей час у свідомості.